# Lezbijka
Lézbijka je homoseksualna ženska: ženska, ki čuti romantično ljubezen ali spolno privlačnost do druge ženske. Izraz lezbijka se uporablja tudi za izražanje spolne identitete ali spolnega vedenja ne glede na spolno usmerjenost. Ustrezna pridevnika sta lezbičen ali redkeje lezbijski. 
Koncept "lezbijke" kot razločitve žensk s skupno spolno usmerjenostjo je konstrukt 20. stoletja. Skozi zgodovino ženske niso imele enake svobode, kar se tiče homoseksualnih odnosov, kot so jo imeli moški, vendar pa niso bile enako strogo kaznovane kot homoseksualni moški v nekaterih družbah. Pravzaprav so lezbična razmerja pogosto bila videna kot neškodljiva in neprimerljiva s heteroseksualnimi, razen če so udeleženke poskušale uveljaviti pravice, ki so jih bili deležni moški. Posledično je v zgodovini le malo dokumentiranega o ženski homoseksualnosti. Ko so zgodnji seksologi v poznem 19. stoletju začeli kategorizirati in opisovati homoseksualno vedenje, so zaradi pomanjkanja znanja o homoseksualnosti in spolnosti žensk lezbijke označili kot ženske, ki se niso držale ženskih spolnih vlog, in jih napačno označili kot duševno bolne. To oznako je globalna strokovna skupnost razveljavila.
Ženske iz istospolnih razmerij so se na to oznako odzvale bodisi tako, da so pritajile svoje zasebno življenje, bodisi tako, da so sprejele oznako izobčenk in s tem postopoma ustvarile subkulturo in identiteto, ki sta se razvili v Evropi in ZDA. V času družbenega zatiranja po drugi svetovni vojni, ko so vlade aktivno preganjale homoseksualce, so ženske razvile družbene mreže za druženje in drugdrugaršnje izobraževanje. Večji gospodarska in družbena svoboda sta jim omogočli možnost izbire, kako ustvariti odnose in družine. Z drugim valom feminizma in povečanim prizadevanjem za zgodovino žensk in njihovo spolnost v 20. stoletju se je definicija lezbijke razširila, sprožajoč razpravo o spolni želji kot poglavitnem kriteriju tega, kaj je lezbijka. Nekatere ženske, ki se udejstvujejo v istospolnih seksualnih aktivnostih, se ne želijo opredeliti kot lezbijke, nekatere niti kot biseksualke. Samoopredelitev nekaterih žensk kot lezbijke pa ne nujno sovpada z njihovima dejanskima spolno usmerjenostjo ali spolnim vedenjem, saj zaradi različnih razlogov (npr. straha pred izpostavljenostjo v homofobnem okolju) identiteta posameznika ni nujno enaka njegovi spolni usmerjenosti ali spolnemu vedenju.
Prikazovanje lezbijk v medijih kaže na to, da je širša družba hkrati intrigirana in ogrožena s strani žensk, ki se zoperstavljajo ženskim spolnim vlogam, in hkrati fascinirana in zgrožena nad ženskami, ki se romantično udejstvujejo z drugimi ženskami. Ženske, ki sprejmejo lezbično identiteto, ustvarjajo videz etnične identitete: kot homoseksualke so kot skupnost heteroseksistično diskriminirane in zaradi homofobije lahko celo zavržene s strani svojih družin, prijateljev in drugih. Kot ženske se soočajo s seksizmom in moškim šovinizmom. Zaradi diskriminacije, predsodkov in manjšinskega stresa se lezbijke lahko srečujejo z značilnimi telesnimi in duševnozdravstvenimi težavami. Politične razmere in družbeni odnosi prav tako vplivajo na nastanek lezbičnih razmerij in družin v javnosti.

## Izvor in preoblikovanje izraza
Beseda lezbijka je izpeljana iz imena grškega otoka Lezbos, domovine pesnice Sapfo, ki je živela v 6. st. p. n. š. Iz različnih starodavnih spisov so zgodovinarji razbrali, da je bila Sapfo zadolžena za skupino žensk, da bi jih učila in kulturno izpopolnjevala. Le malo Sapfine poezije se je ohranilo, vendar pa njena ohranjena poezija odseva teme, o katerih je pisala: vsakdanje življenje žensk, odnose med njimi in njihove rituale. Osredinjena je bila na lepoto žensk in razglaševala svojo ljubezen do deklet. Pred poznim 19. stoletjem se je beseda lezbičen nanašala na katerokoli izpeljanko besede Lezbos, celo na vrsto vina.